# Santa Fe (Nou Mèxic)
|  | Aquest article tracta sobre la capital de l'estat de Nou Mèxic (EUA). Si cerqueu la província de Nova Espanya i més tard de Mèxic, vegeu «Santa Fe de Nou Mèxic». |

Santa Fe és la capital de l'estat de Nou Mèxic, i seu del comtat del mateix nom, al sud-est dels Estats Units d'Amèrica. És al centre nord de l'estat, a uns 90 km d'Albuquerque, la ciutat més poblada de Nou Mèxic. Santa Fe té una població aproximada de 62.000 habitants (2000) i està situada a 2.130 m. A més a més, també és la capital del comtat de Santa Fe.

## Història

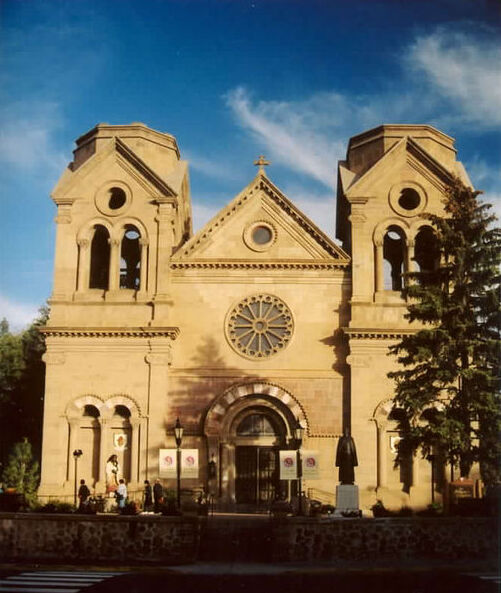
Església de Sant Francesc d'Assís

Santa Fe fou designada capital de Nou Mèxic, una província de la Nova Espanya instituïda el 1598 per l'explorador espanyol Francisco Vázquez de Coronado. La primera presa de possessió fou en el lloc en què posteriorment creixeria la ciutat, a partir de 1607, per obra del colonitzador espanyol Juan Martinez de Montoya.
La ciutat fou fundada finalment el 1610 per Don Pedro de Peralta, tercer governador de Nou Mèxic; se li atorgà el nom La Villa Real de Santa Fe de San Francisco de Asís. És la més antiga entre totes les ciutats capitals dels Estats Units, i la segona més antiga entre totes les ciutats encara habitades de l'època colonial (després de San Agustín (Florida), que fou fundada el 1565.
Santa Fe va ser seu provincial espanyola fins al principi de la Guerra de la Independència de Mèxic el 1810. El 1824 es formalitzà el seu estatus de capital del territori mexicà de Santa Fe de Nuevo México. Després de la declaració de guerra el 1847, les tropes encapçalades per Stephen W. Kearny van ocupar la ciutat de Santa Fe,
Al carrer de San Francisco, hi ha la Catedral de Sant Francesc d'Assís. Dins la qual es troba la Capilla de Loretto, construïda entre 1873 i 1878. Consta d'una escala miraculosa coneguda com a escala de Santa Fe.